# Praça de touros México
A Plaza México (nome oficial) é uma praça de touros na Cidade do México; é a maior do mundo, seguida da Praça de touros Monumental de Las Ventas em Espanha e da Praça de touros Monumental de Valencia na Venezuela. Tem lugar para 46.815 espectadores (sentados), chegando a levar mais de 100.000 durante eventos musicais.

## Proibição de touradas

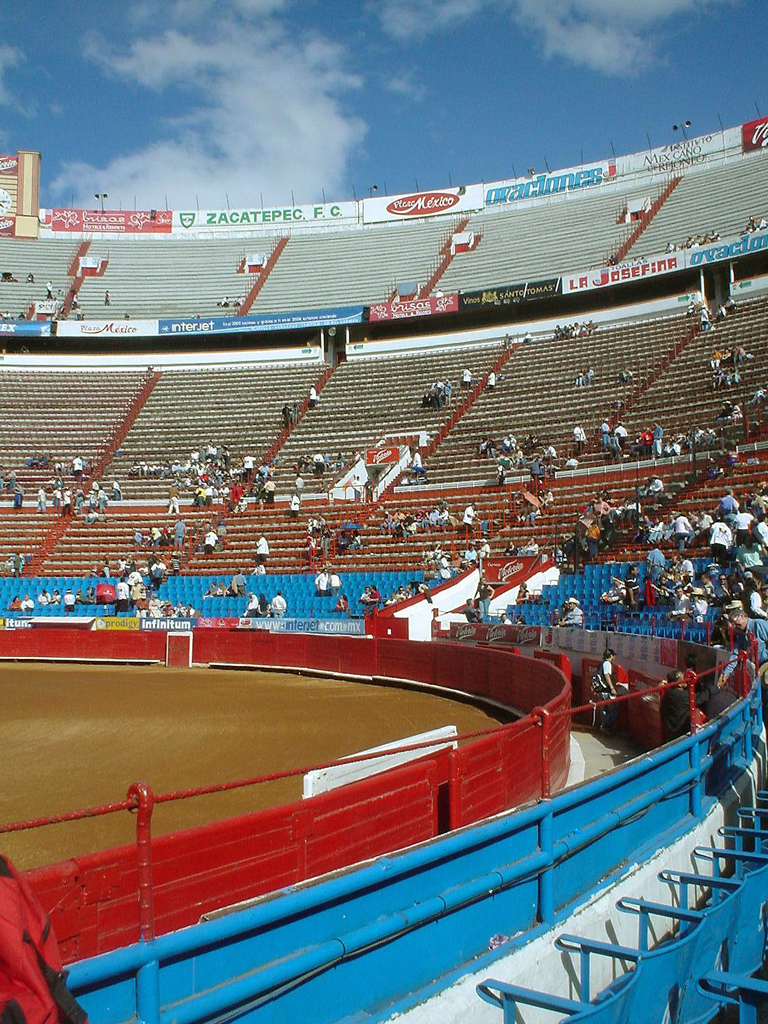
Praça de touros México.

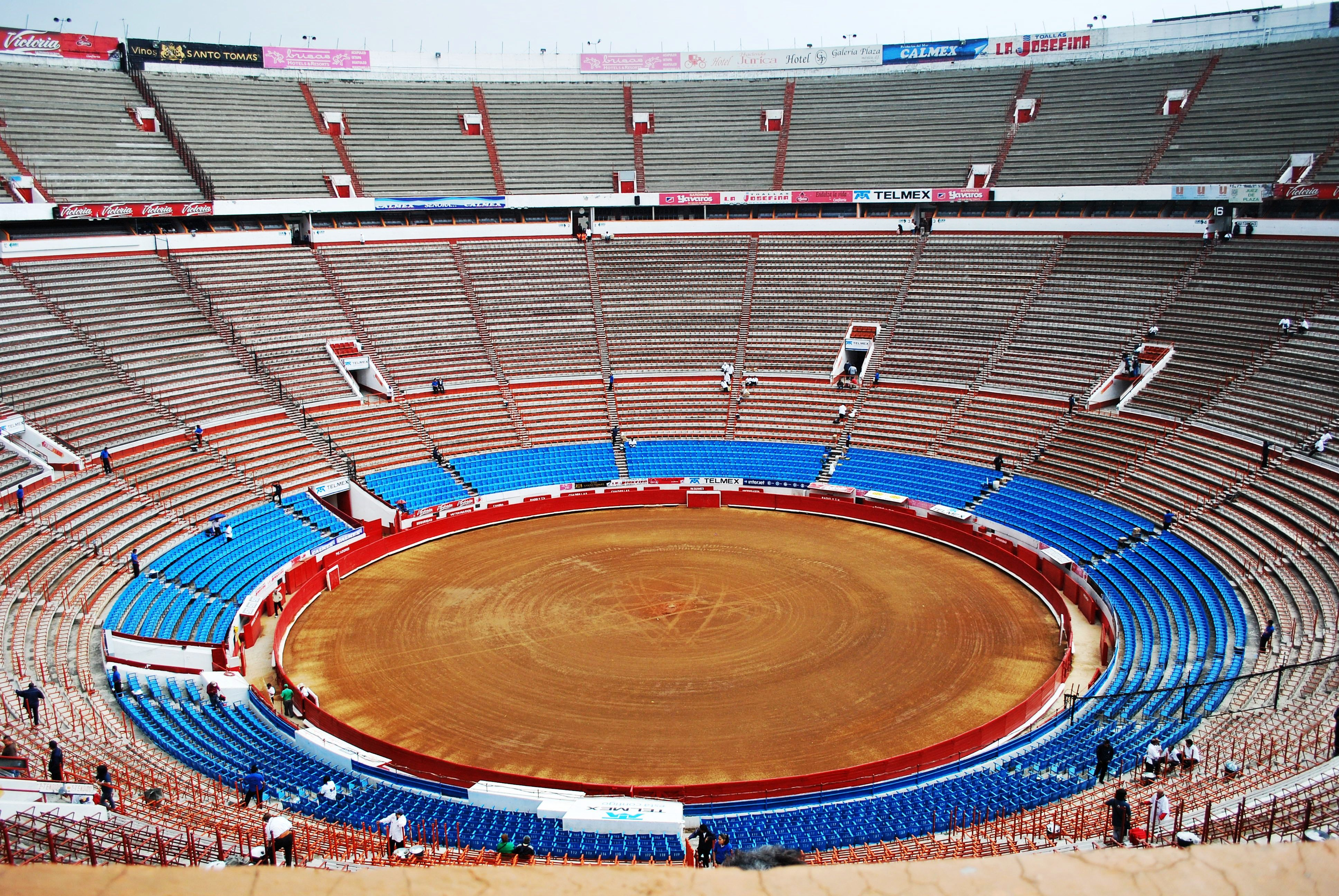
Interior da Praça

Em junho de 2022, a Plaza México foi proibida de receber espetáculos tauromáquicos  após a decisão de um juiz. As portas vão permanecer fechadas até que os tribunais de recurso tomem uma decisão final, o que pode levar meses.
Em causa está uma ação interposta pela associação Justiça Justa, que defende que as touradas violam o direito a um “ambiente saudável” e, por consequência, são uma violação dos direitos humanos. “A sociedade está interessada no respeito à integridade física e emocional de todos os animais porque são seres vivos que fazem parte dos ecossistemas e, assim, contribuem com os benefícios ambientais que são essenciais para o ser humano”, disse o juiz Jonathan Bass.
Na sentença, com mais de cinquenta páginas, o juiz desmonta os argumentos dos defensores da tauromaquia e detalha, um por um os danos emocionais e físicos que sofrem os animais durante as corridas, baseando-se num documento da PAOT, organismo de proteção animal do Governo da Cidade do México.